# Чод

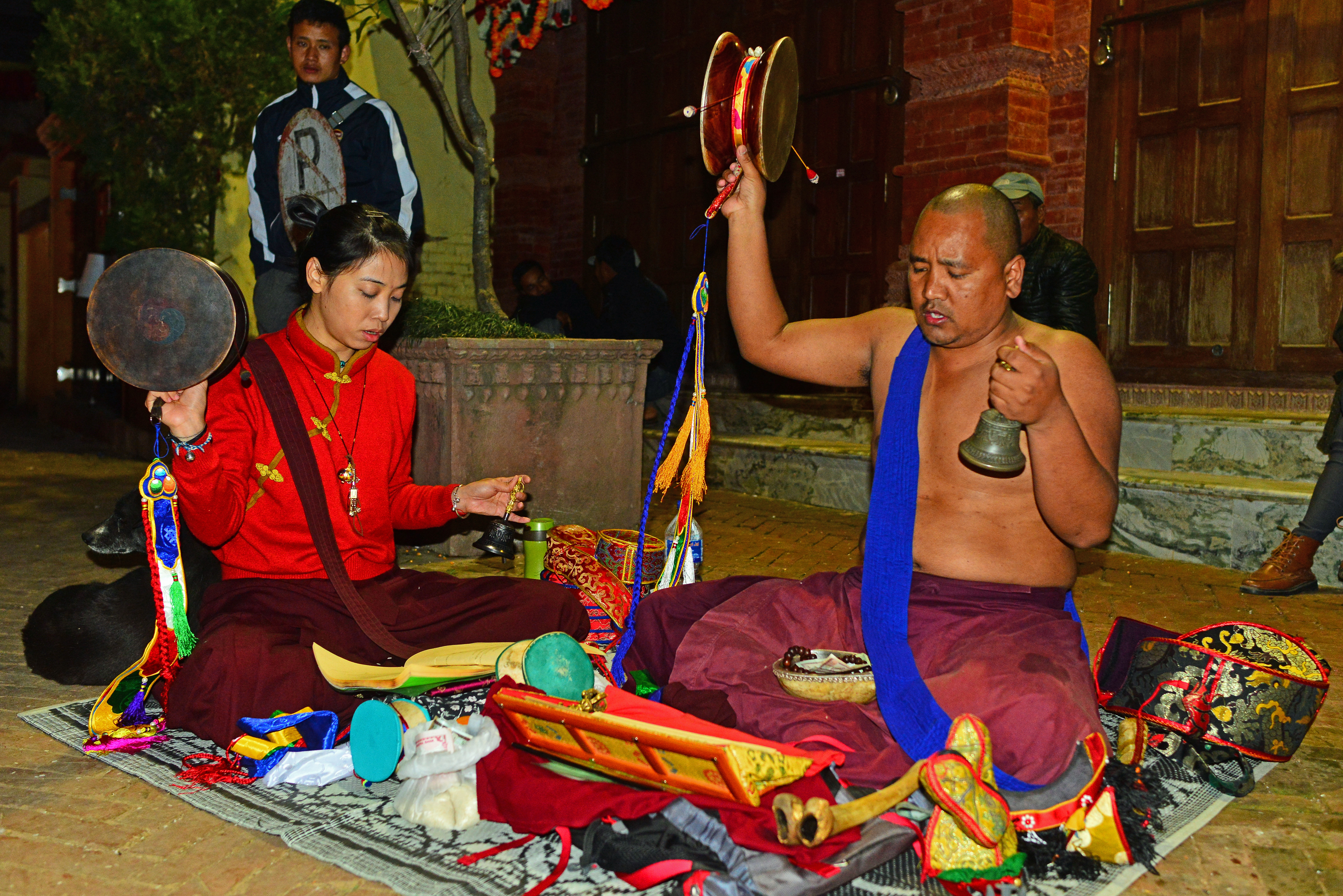
Практикування Чод у Будханат Ступі.

Чод (тиб. གཅོདགཅོད, Вайлі: gcod) — одна з шкіл та практик тибетського буддизму.
Засновником школи Чод вважається тибетська йогиня Мачіг Лабдрон (1055—1149), яка з'єднала елементи
бонських шаманських традицій з вченнями праджняпараміта-сутри ти традиціями дзогчена.
Слово «чод» тибетською мовою означає «відсікання», що означає усунення всіх почуттів, відчуттів і уподобань на шляху до
просвітлення. Цю практику зазвичай проводять у відокремлених і пустельних місцях, на кшталт печер і гірських вершин, але особливо на кладовищах і в місцях спалення трупів, найчастіше вночі. Перебуваючи один в темряві, практикуючий Чод дме в ганлін, спеціальну флейту з стегнової кістки, і викликає духів трьох світів, пропонуючи як підношення демонам власне тіло. Витримавший таке випробування відсікає прихильності і страхи, отримуючи пробудження.
Центральне місце в практиці Чод займає жіноче тантричне божество,
дакині Ваджрайогіні, яка є об'єктом візуалізації під час
медитації.
Практикуючі Чод найчастіше являли собою жебручих йогинів, які подорожують від місця до місця або віддаються відокремленим практикам. Коли в Тибеті виникали епідемії, саме адепти чод супроводжували перевіз трупів на кладовищі, так як вважалося, що вони не можуть заразитися. На кладовищі вони розчленовували трупи. В арсеналі школи є ряд ритуалів, спрямованих проти інфекційних хвороб. 